# Gonatocerus koebelei
Gonatocerus koebelei är en stekelart som beskrevs av Perkins 1912. Gonatocerus koebelei ingår i släktet Gonatocerus och familjen dvärgsteklar. Inga underarter finns listade i Catalogue of Life.